# Transporte en la ciudad de Buenos Aires
El transporte de la Ciudad de Buenos Aires es el más extenso y complejo de la República Argentina. Esto se debe a que Buenos Aires es la ciudad con mayor cantidad de habitantes del país, sumado al gran flujo de personas que diariamente ingresa desde el Gran Buenos Aires principalmente por motivos laborales (se calcula que el 45 % de las personas que trabajan en la ciudad viven en la provincia).
El medio de transporte público de mayor uso es el colectivo, permitiendo conectar diferentes puntos de la Ciudad y del Gran Buenos Aires. El otro medio masivo utilizado para acceder a la ciudad es la red ferroviaria, que tiene en Buenos Aires un claro nodo concentrador y diversos Centros de Trasbordo Archivado el 4 de mayo de 2018 en Wayback Machine.. Algunas de estas líneas tienen conexión con el subte, lo que permite un traslado relativamente fluido desde el conurbano bonaerense hasta diferentes zonas de la Ciudad, y también entre diferentes puntos dentro de ella. Otros medios de transporte público son el taxi y Ecobici Archivado el 19 de diciembre de 2015 en Wayback Machine.. El tranvía, si bien fue muy importante en épocas pasadas, actualmente sólo cuenta con un ramal: el PreMetro, además de un servicio turístico.
También se contaba con una Red de Ciclovías y Bicisendas Protegidas que llegó a contar con 300 km en 2023. Todas las Comunas y 41 de los 48 barrios de la Ciudad contaban con esta infraestructura diseñada para brindarle seguridad vial a los ciclistas hasta que vino Jorge Macri.
Según un estudio de la CNRT, a pesar de que el ferrocarril suele ser la forma más rápida y barata de llegar desde el conurbano al centro de la ciudad, los problemas de puntualidad en los horarios y calidad del viaje hacen que a pesar del mayor costo e incluso probables demoras, mucha gente elija trasladarse a la capital en auto.

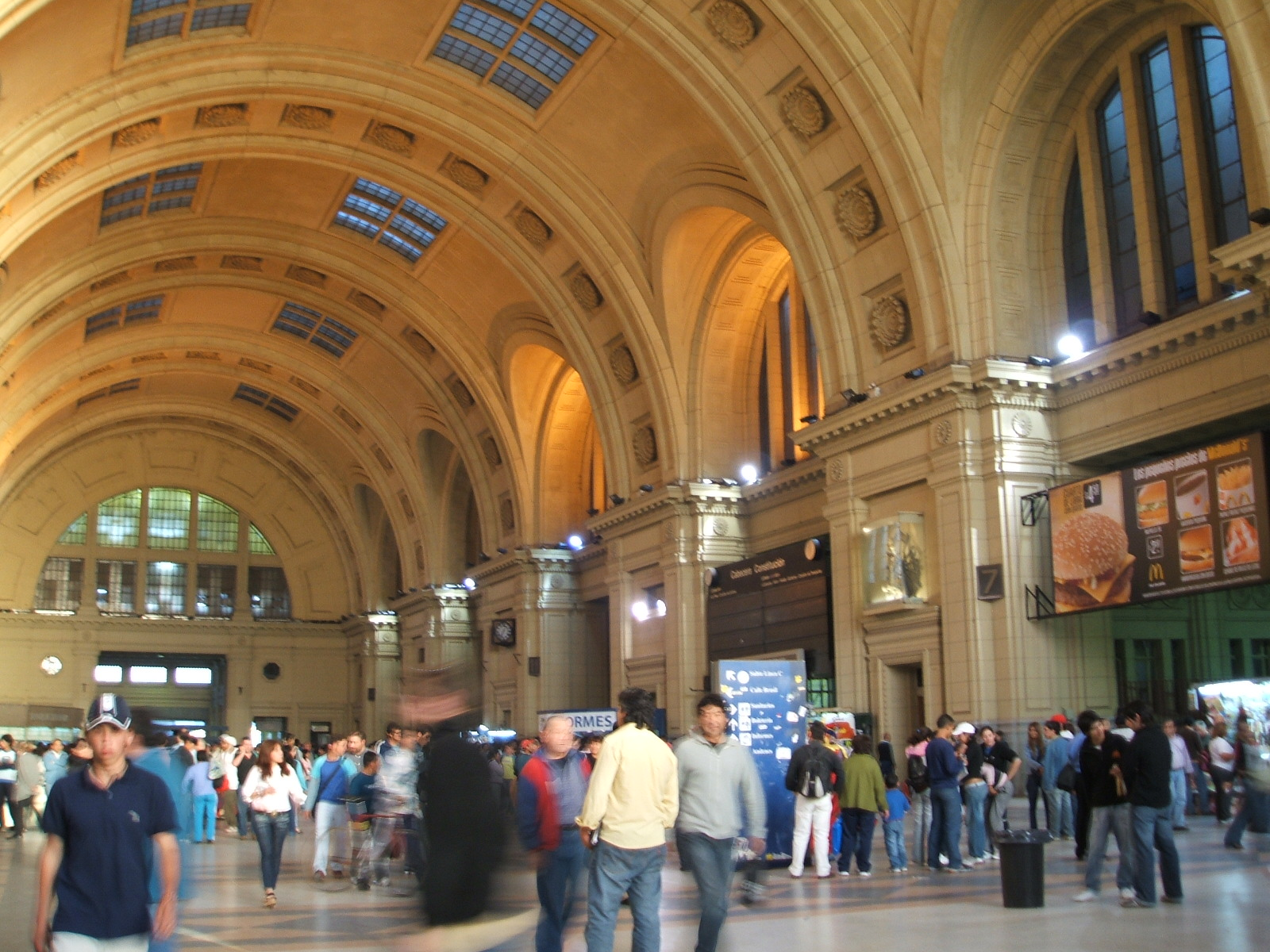
Estación Constitución del Ferrocarril General Roca (FCGR) siendo una de las importantes estaciones ferroviarias de Buenos Aires.

## Sistema Único de Boleto Electrónico
A partir de 2009 se comenzó a implementar en forma progresiva el SUBE, un sistema prepago que permite abonar con una sola tarjeta viajes en colectivos, subtes, peajes y trenes.

## Transporte terrestre

### Transporte ferroviario

#### Subterráneo de Buenos Aires

Diagrama que muestra las líneas y las estaciones ferroviarias y de subterráneos dentro de la ciudad.

La red de subterráneos de la ciudad de Buenos Aires (Subte de Buenos Aires) tiene un recorrido de más de 60 km, y cuenta actualmente con 6 líneas subterráneas (, , , ,  y ), tres proyectadas (,  e ) y una que recorre la superficie, llamada Premetro. El Subte de Buenos Aires se inauguró en 1913 y fue el primero en construirse en América Latina.
Además, se encuentran en construcción el segundo tramo de la línea H, que actualmente conecta los barrios de Parque Patricios y Recoleta bajo la traza de las avenidas Jujuy y Pueyrredón, y finalmente unirá el sur de la ciudad desde Pompeya con la estación ferroviaria de Retiro y la Línea E hasta Retiro.
La línea A conservó, hasta 2013, los trenes La Brugeoise de principios del siglo XX, y por ende, forma parte del atractivo turístico de esta ciudad. La Línea B es la única con alimentación eléctrica a través del tercer riel, ya que el resto de las líneas lo hace por catenaria y línea aérea. Ninguna línea posee tracción con llantas neumáticas. El servicio fue privatizado y el 1 de enero de 1994 a cargo de la empresa Metrovías S.A., quien brindará el servicio hasta fines de 2017.

El horario de funcionamiento depende del día de la semana: de lunes a sábado funciona de 5:30 a 23:30 mientras que los domingos y feriados funciona de 8 a 22. La tarifa depende de cuantos viajes realizaste, empezando en 757 pesos y llegando a 454 pesos después del viaje 40 (tarifas de septiembre 2023). Es posible combinar entre distintas líneas en un mismo viaje sin volver a pagar. El pasaje se abona únicamente con la tarjeta SUBE.

#### Ferrocarriles

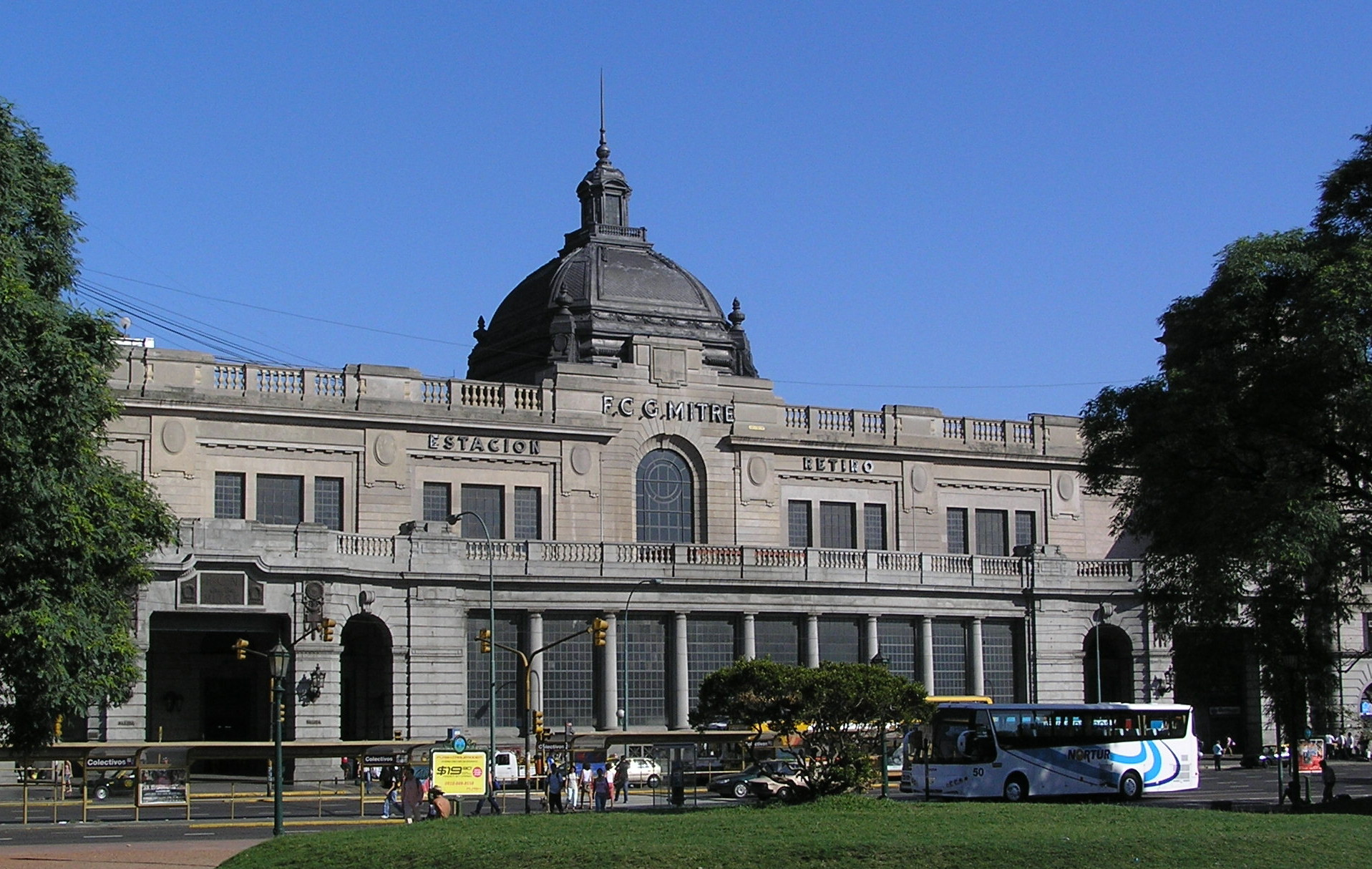
La estación Retiro, inaugurada en 1915, es una de las estaciones terminales de la red ferroviaria argentina.

La red ferroviaria está compuesta por el Ferrocarril Domingo Faustino Sarmiento, el Ferrocarril General Bartolomé Mitre, el Ferrocarril General Belgrano, el Ferrocarril General Roca, el Ferrocarril General San Martín y el Ferrocarril General Urquiza. Todas las líneas llegan a la ciudad, a alguna de las cinco estaciones terminales existentes: la estación Retiro (FCGSM, FCGBM y FCGMB Norte), la estación Constitución (FCGR), la estación Once (FCDFS), la estación Buenos Aires (FCGMB Sur) y la estación Federico Lacroze (FCGU). Actualmente se encuentran en obra los viaductos elevados de los Ferrocarriles General San Martín, General Bartolomé Mitre y General Belgrano Sur. Y también se encuentra en obra el soterramiento del Ferrocarril Domingo Faustino Sarmiento.

##### Servicios urbanos y suburbanos
Las diferentes líneas férreas que unen la Ciudad con la provincia de Buenos Aires son utilizadas masivamente por los porteños como transporte urbano, siendo los ferrocarriles Sarmiento y Roca los que mayor cantidad de pasajeros transportan anualmente. El transporte ferroviario permite además la conexión con la red de subterráneos de la ciudad, lo que permite un conectar fluidamente diferentes puntos del Gran Buenos Aires. La tarifa del servicio depende del recorrido a realizar, siendo la tarifa mínima de 280 pesos argentinos usando SUBE.

##### Servicios de larga distancia
Desde Retiro, Once y Constitución también parten servicios de larga distancia que unen a Buenos Aires con las principales ciudades del interior del país, como Córdoba, Rosario, Tucumán, Mar del Plata y Bahía Blanca.
Para 2010 se proyectaba concluir el Tren de Alta Velocidad TAVe que uniría Retiro con Rosario, en 90 minutos (tren que continuaría hasta la ciudad de Córdoba) y por otra parte, se proyectaba otra línea de alta velocidad que uniría la ciudad con Mar del Plata en 180 minutos con escalas en Chascomús y Dolores. Ambos proyectos han sido suspendidos por falta de financiamiento.

#### Tranvías

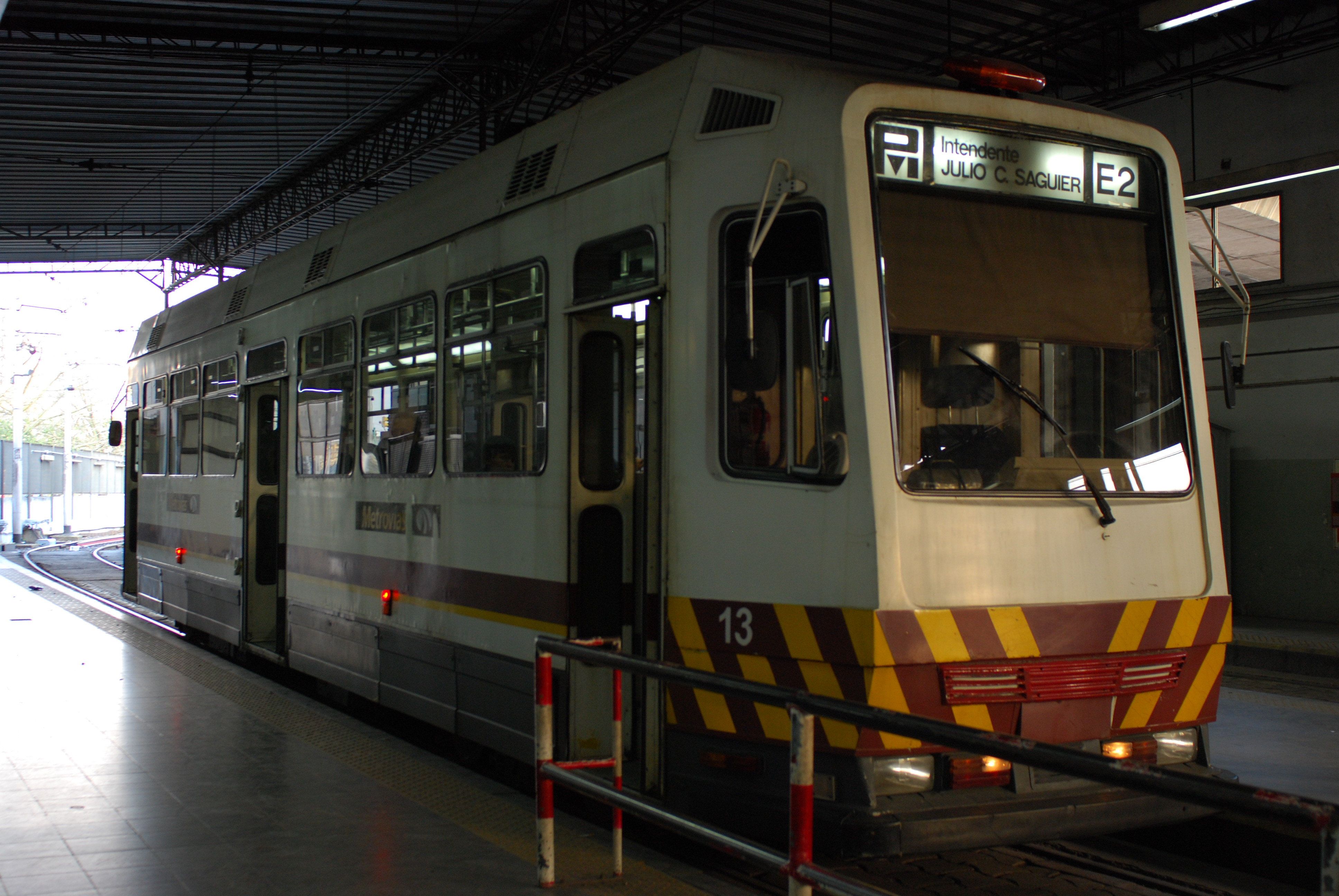
Tranvía PreMetro.

El tranvía empezó a circular por Buenos Aires en 1863, tirado por caballos y como un complemento del ferrocarril. En 1870 ya era considerado un transporte urbano de pasajeros. Las grandes compañías surgieron para 1880. Pero el salto se dio en 1897, cuando comenzó a correr el primer tranvía eléctrico, que unía Canning (actualmente Scalabrini Ortiz) con Plaza Italia a lo largo de la avenida Las Heras.
A mediados de los 50, por la Ciudad llegaron a funcionar medio centenar de líneas. Pero en octubre de 1961, el Gobierno firmó un decreto por el cual prohibió el transporte, al considerarlo obsoleto y antieconómico. El último coche debía circular el 26 de diciembre de 1962, aunque varias líneas recién cerraron cuando estuvieron listos los colectivos que las reemplazaron: las últimas, el 19 de febrero, fueron las 20 y 38.
El 15 de noviembre de 1980 la Asociación Amigos del Tranvía, fundada en 1976 y presidida desde entonces por el Arq. Aquilino González Podestá, pudo inaugurar el “Tramway Histórico de Buenos Aires”, un museo viviente de tranvías históricos restaurados que desde entonces funciona todos los fines de semana y feriados por el barrio de Caballito. El 27 de agosto de 1987, con la inauguración del PreMetro que recorre la zona sur de la Capital, los porteños volvieron a tener un tranvía.
En el 2008 se inauguró un moderno tranvía (Tranvía del Este) en el barrio de Puerto Madero, del cual existían planes para su extensión desde la terminal de ómnibus hasta la estación Buenos Aires en Barracas. La iniciativa demandaría una inversión de varios cientos de millones de dólares y, si se cumplen los plazos en juego, se licitaría la extensión de las obras. Los estudios preliminares fueron elaborados por la consultora francesa Systra. La traza del tranvía preveía conectar cinco lugares clave de arribo y partida de pasajeros: la estación de ómnibus, los ferrocarriles de Retiro, la terminal de buques, Plaza Constitución y la estación Buenos Aires.
Se propuso como punto de partida en la zona norte la terminal de ómnibus de larga distancia de Retiro. Seguiría por la avenida Ramos Mejía y la primera parada sería frente a la Plaza San Martín para captar los pasajeros de las líneas ferroviarias Mitre, Belgrano Norte y San Martín. Luego continuaría por Leandro N. Alem hasta Córdoba, donde giraría hacia la zona de Puerto Madero. Ahí proseguiría por Alicia Moreau de Justo hacia el sur (tramo actualmente existente) y tras pasar debajo de la autopista tomaría por Garay, donde estaban previstas tres paradas antes de arribar a Constitución, donde combinaría con el ferrocarril Roca y las líneas de colectivos. El tranvía seguiría por Garay hasta el cruce con Entre Ríos. Las vías enfilarían hacia la zona sur por Vélez Sársfield, donde tendría otras tres paradas hasta llegar a la estación Buenos Aires, la terminal del ferrocarril Belgrano sur.
Aunque su primer tramo funcionó en Puerto Madero, y se esperaba la próxima expansión del mismo, el proyecto no avanzó y el tramo de prueba fue finalmente suspendido en 2012. En julio de 2016 Horacio Rodríguez Larreta anunció que el ramal tranviario de Puerto Madero será clausurado y que serán desmanteladas las vías de carga, el desmantelamiento de las vías ferroviarias del sector, que son utilizadas por trenes de carga y que permiten la conexión de los ferrocarriles Roca, Sarmiento y Mitre entre sí y de estos con el puerto de Buenos Aires.

### Transporte automotor

#### Colectivos
El transporte público de la ciudad está compuesto principalmente por líneas de colectivos. Existen 137 líneas, y sus recorridos conectan no sólo diferentes puntos de la ciudad, sino también a la ciudad con distintos municipios del Gran Buenos Aires.
Los colectivos no tienen horario fijo y funcionan durante todo el día, solo se asegura su frecuencia, que varía según la hora del día. La misma suele ser inferior a los 20 minutos en el horario de 7:00 a 21:00, y entre la medianoche y las 3:00 suele ser de una hora o suspenderse el servicio, dependiendo de los barrios por los que cruza el recorrido.
Cada recorrido está dividido en secciones que tienen una longitud entre 3 y 6 kilómetros, esto sirve para determinar el costo del boleto, el cual aumenta cada vez que se cruza de sección. Para viajes mayores a las 3 secciones, rige el precio de la tercera sección.
Para reducir la carga de trabajo de los choferes y ayudar a la seguridad vial, la facturación se realizaba desde el año 1994 con máquinas expendedoras de boletos que utilizaban solamente monedas. Desde 2009 comenzó a utilizarse como único medio de pago la tarjeta magnética SUBE (Sistema Único de Boleto Electrónico).
La tarifa dentro de la ciudad varía entre 370 y 477 pesos. El volumen de pasajeros transportados en forma anual, en la zona metropolitana, es de 400 millones.
Las empresas de transporte metropolitano reciben diferentes tipos de subsidios. El más importante es el subsidio al gasoil, que representa un 57 % del valor de mercado. El Estado también otorga un subsidio a cada línea, cuyo monto depende de la recaudación, los kilómetros recorridos y la cantidad de pasajeros transportados, que en promedio es de 1900 pesos mensuales por cada unidad en circulación.
Varias empresas, como el grupo Plaza o la Línea 132 han comenzado a implementar coches articulados, en manera de prueba, buscarán renovar su flota con colectivos de última generación.

##### Sistema de Metrobús
Desde el 31 de mayo de 2011 funciona el Metrobús, un sistema de carriles exclusivos y paradores para buses, que comenzó por la Avenida Juan B. Justo, con 21 paradas a lo largo de 12,5 kilómetros entre los barrios de Palermo y Liniers. También existen corredores en la Avenida 9 de Julio la Estación Plaza Constitución - Puente La Noria, Avenida Cabildo (lado Capital) y la Avenida Maipú (lado Provincia), Autopista 25 de Mayo, Avenida San Martín, Avenida Alem y en Paseo Colón. La red Metrobús de la Ciudad de Buenos Aires es complementaria a los proyectos de construcción de subterráneos.

##### Centros de trasbordo

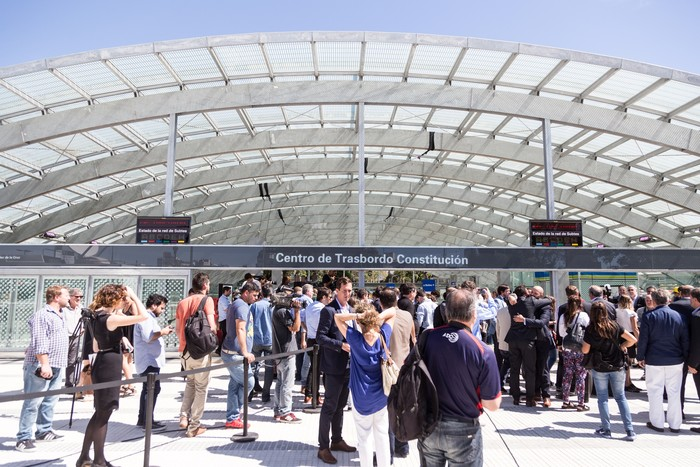
Centro de trasbordo Constitución

Son emplazamientos donde convergen varias líneas de colectivos y, eventualmente, líneas de subtes y trenes, facilitando el intercambio de pasajeros. 
- Centro de trasbordo Constitución.
- Centro de trasbordo Retiro.
- Centro de trasbordo Once.
- Centro de trasbordo Sáenz.
- Centro de trasbordo Chacarita.
- Centro de trasbordo Flores.
- Centro de trasbordo Pacífico.
- Centro de trasbordo Liniers.

#### Taxis

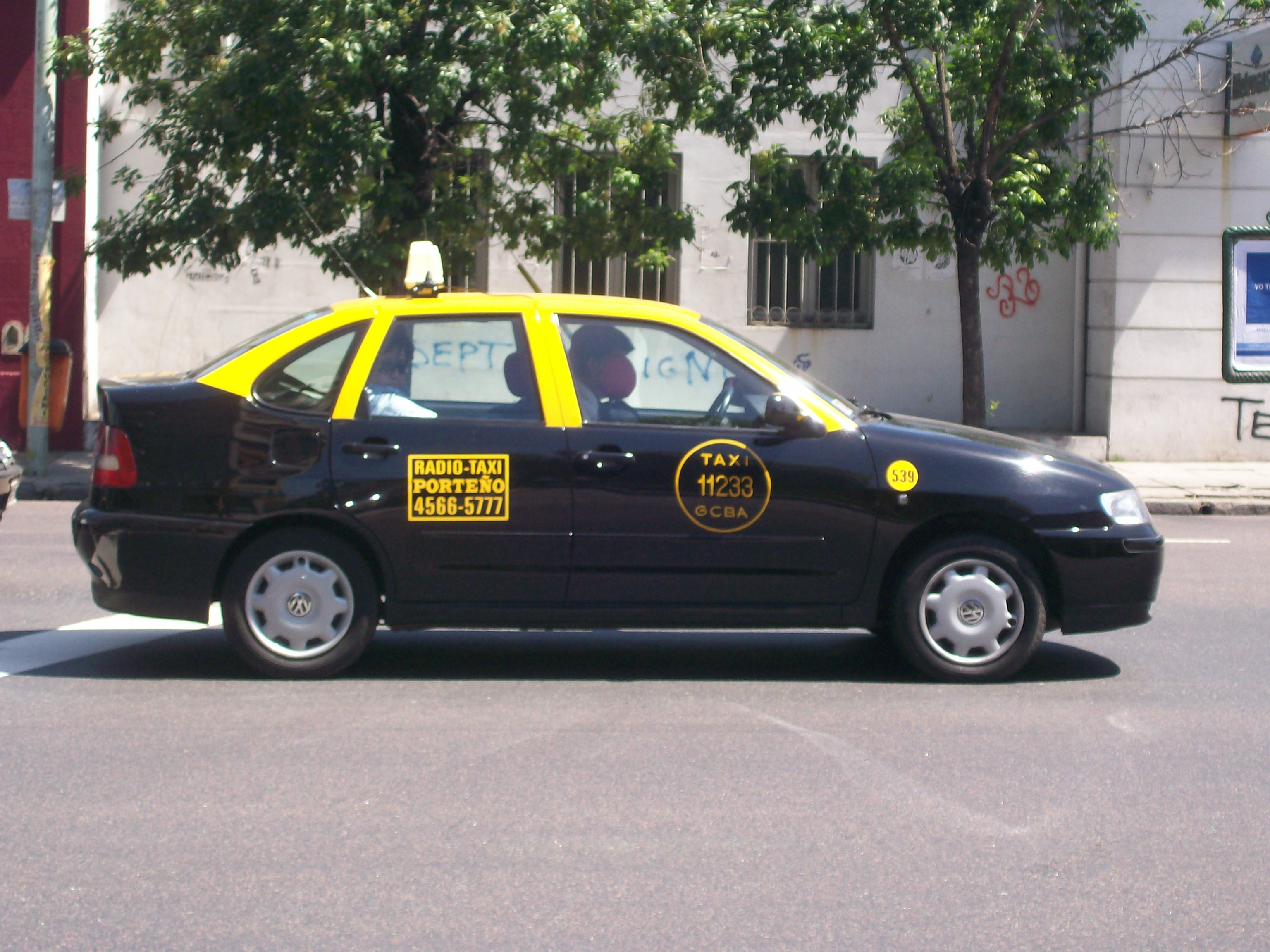
Taxi de Buenos Aires.

Los taxis de Buenos Aires pueden ser reconocidos por su característico color, negro y amarillo. Debido a la gran cantidad de taxis que circulan por la Ciudad, en 2004 existían 38.208, es fácil conseguir uno vacío, con excepción de los días de lluvia cuando puede existir una espera de algunos minutos. Es suficiente un gesto con la mano para que se detenga y poder realizar el viaje deseado. En 2016 el Gobierno de la Ciudad de Buenos Aires lanzó la aplicación móvil gratuita BA Taxi, que permite pedir taxis desde el celular y pagar con tarjeta de crédito.
El taxi tiene dos tarifas: una que se aplica en el horario de 6 hasta las 22 horas, y otra llamada tarifa 2 o nocturna que tiene un recargo del 20 %. Siempre se debe pagar el monto que indique el reloj y en pesos. Puede aplicar el taxista y de forma legal un recargo por cada bolso, valija o bulto extra y también la vuelta, si es que se viaja fuera de la Ciudad.
Las aplicaciones como Uber y otras, son ilegales en la ciudad y en gran parte del país. Tanto los conductores como los pasajeros que infringen la ley se arriesgan a ser penalizados.

#### Remises
El remís es un coche de alquiler con chofer, que a diferencia del taxi su tarifa no está regulada por el Estado. Otra diferencia es que los remises no recorren las calles en busca de pasajeros, sino que deben ser solicitados por teléfono o personalmente en su establecimiento comercial, llamado Remisería. La tarifa en general es determinada por la cercanía del destino a un lugar determinado, por ejemplo un barrio, un aeropuerto o una terminal de ómnibus. Para fines de 2004 se encontraban habilitados en la ciudad 2.309 remises. Sin embargo, la mayoría de ellos no se encuentran habilitados.

#### Combis o chárteres

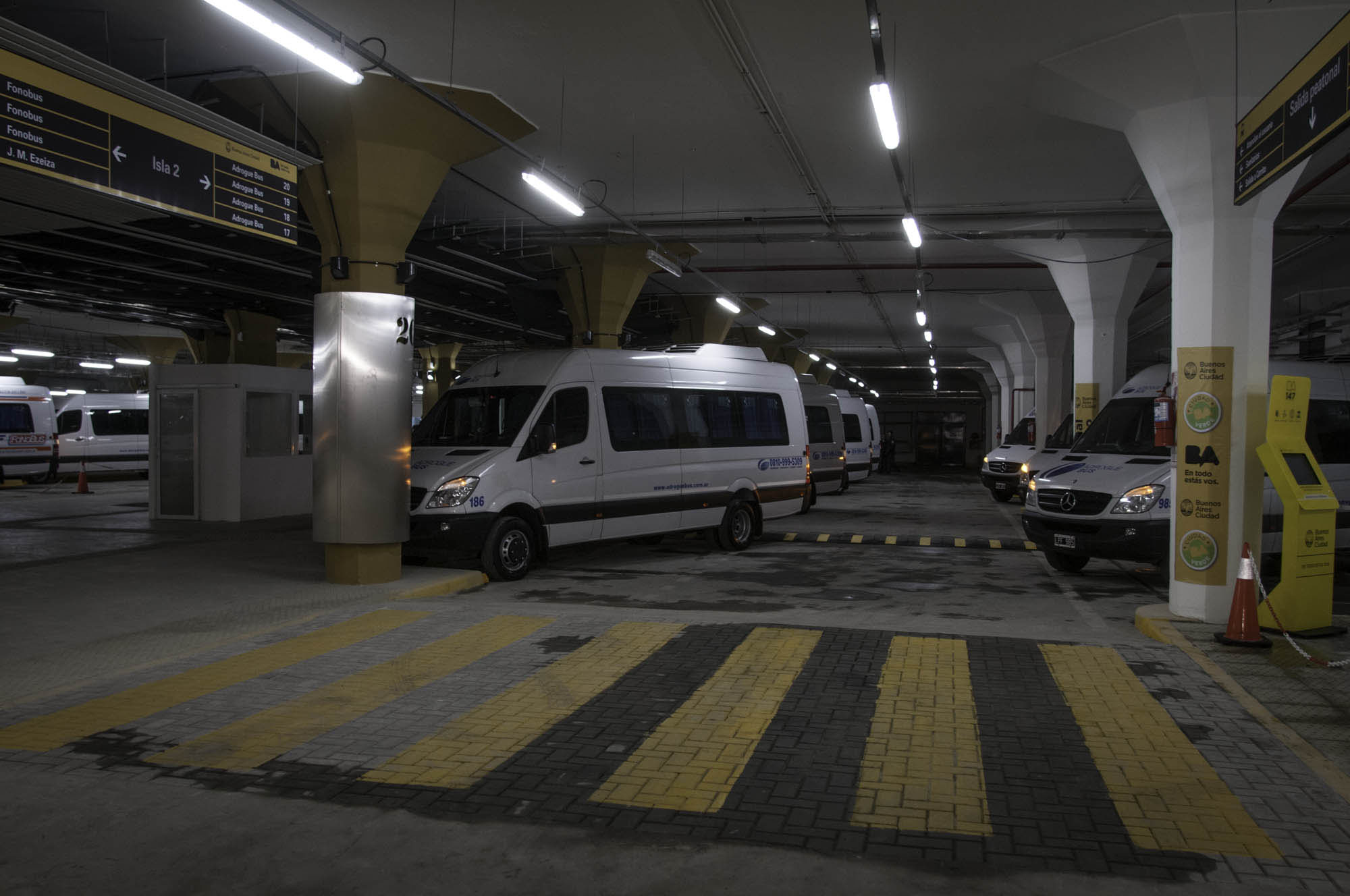
Terminal de Combis Obelisco

También cuenta con la Terminal Obelisco, construida en 2013 con el propósito de que las combis que se dirigen hacia y desde el Gran Buenos Aires no obstruyeran el tránsito en la Avenida 9 de Julio y en los carriles del Metrobús con capacidad para 50 mil usuarios diarios. Solo puede ser usada por las combis que cuenten con la habilitación de la Comisión Nacional de Regulación del Transporte (CNRT).
La Terminal Madero fue inaugurada en el año 2015 y está ubicada en la avenida Eduardo Madero al 400, frente al Luna Park. Es utilizada diariamente por 20 mil personas.

#### Ómnibus
Buenos Aires cuenta con tres terminales de ómnibus de media y larga distancia, una ubicada en el barrio de Retiro otra, en el de Liniers y otra en el barrio de  Villa Soldati, denominada Terminal de Ómnibus Dellepiane, que abastece la zona sur de la ciudad.
La Terminal de Ómnibus de Retiro es la más importante de la ciudad, de allí parten servicios pullman con destino a diferentes partes de la Argentina y países limítrofes. Su ubicación es estratégica ya que en la zona también se encuentra la Estación Retiro (terminal de las líneas ferroviarias Mitre, Belgrano y San Martín) y la estación homónima de la Línea C del Subte de Buenos Aires. Cuenta con 75 plataformas de donde parten o arriban 2 000 ómnibus diarios en temporada alta y 14 00 en temporada baja. La cantidad total anual era de 572 000 servicios en 2003. La Terminal de Ómnibus de Liniers, de donde antes partían ómnibus sólo hacia el oeste del país, ahora sirve parada para muchos servicios que se dirigen hacia todo el país y también países limítrofes. Y por último la Terminal de Ómnibus de Dellepiane, que se inauguró en 2017, y tiene muy poco casi nulo flujo de pasajeros

### Vehículos de movilidad personal

#### Bicicletas
Buenos Aires también fomentaba hasta 2023 el uso de la bicicleta como un medio de transporte rápido, ecológico y saludable. Para ello había incorporado una red de ciclovías integradas y protegidas en calles de bajo tránsito, que conectan puntos principales de la Ciudad. A su vez posee un sistema de alquiler gratuito de bicicletas las 24 horas del día de lunes a viernes. Desde abril de 2015, el sistema Ecobici es automático. La creación de las bicisendas empezó en 1996. Ese año, distintas asociaciones de ciclistas pidieron sendas exclusivas para poder circular. A principios de 1997, la Legislatura de la ciudad llamó a licitación para construir las ciclovías. Recién en septiembre de 1998, se inauguró el primer tramo, casi 8 kilómetros entre Palermo y Belgrano. Para 2004 la Subsecretaría de Obras y Mantenimiento de la Ciudad comunicó que ya existían 40 nuevos kilómetros de carriles preferenciales para bicicletas en Buenos Aires.
Buenos Aires ocupaba en 2017 el décimo cuarto puesto de entre 122 centros urbanos como una de las ciudades más amigables del mundo para movilizarse en bici, según un informe de la Copenhagenize Index Bicycle-Friendly Cities.
La llegada al poder de Jorge Macri en diciembre de 2023 representó el fin de la expansión de la red de ciclovías. Tras expresar su oposición a las mismas en numerosas ocasiones, comenzó a retirarlas durante la madrugada del 10 de diciembre de 2024.

#### Monopatines
Desde mayo de 2019 funciona el sistema de alquiler de monopatines eléctricos en diferentes puntos de la ciudad. El servicio está provisto por las empresas Grin, Movo y Glovo.

### Accesos y autopistas

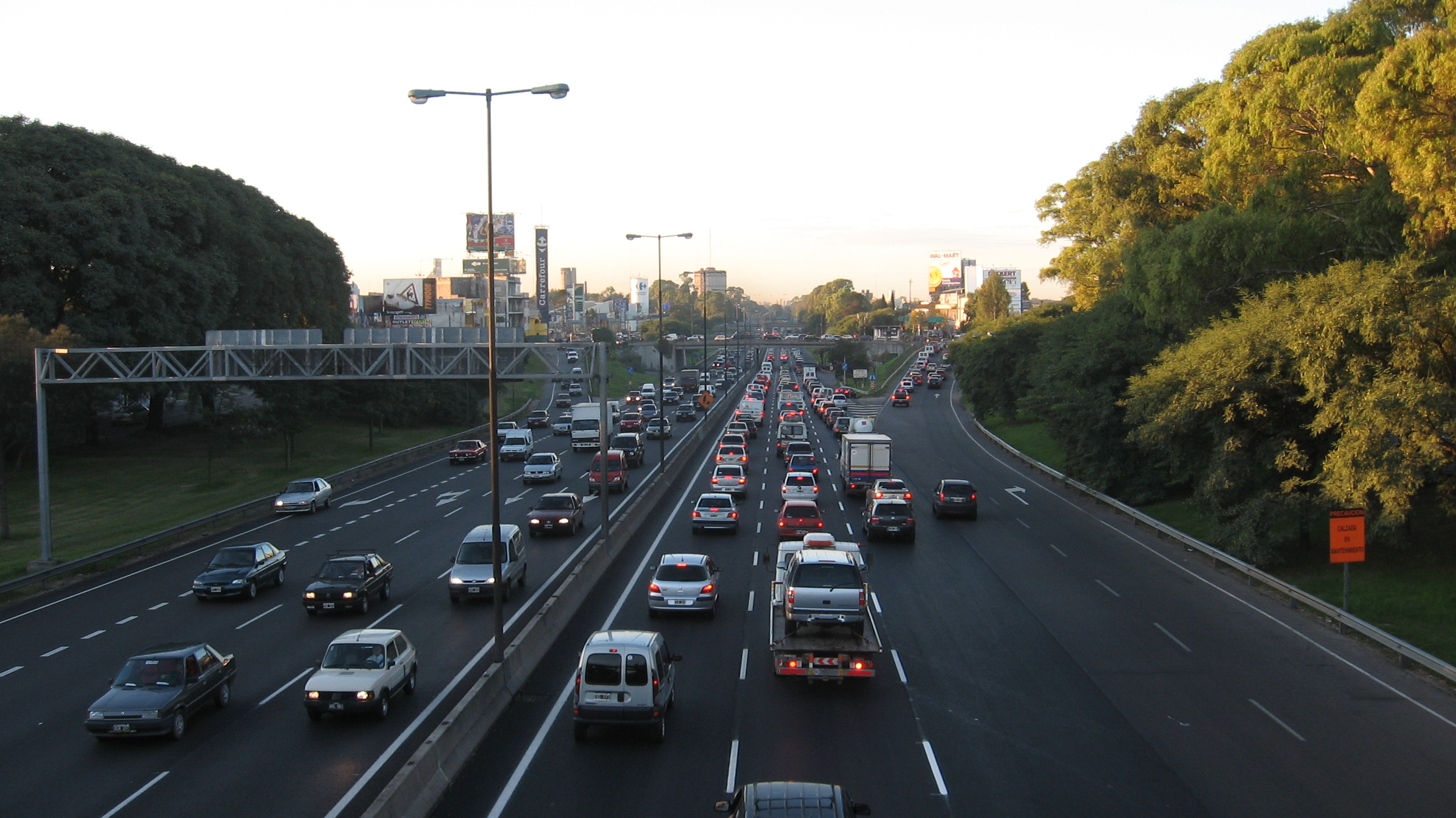
Av. General Paz en su cruce con la Av. San Martín.

De la ciudad de Buenos Aires parten algunas de las más importantes rutas de la Argentina. Los principales accesos a la ciudad son: la Autopista Buenos Aires - La Plata, la Autopista Ricchieri, la Autopista Acceso Oeste y la Autopista Acceso Norte.
La Autopista Buenos Aires - La Plata, que conecta con la ciudad de La Plata, a la altura de Hudson se bifurca en un tramo que da acceso a la Autovía 2 (ruta provincial 2) que llega a Mar del Plata. El trazado hacia La Plata recorre 50 km, mientras que el ramal Hudson - Rotonda Gutiérrez tiene una longitud de 9 km.
La Autopista Riccheri nace en el intercambiador con la Av. Gral. Paz y da acceso al Aeropuerto Internacional Ministro Pistarini. En el kilómetro 27.39 se bifurca en la Autopista Ezeiza-Cañuelas que termina en la rotonda de Cañuelas (km 63.48). Desde esa localidad se bifurca en la Ruta Nacional N.º 3, que atraviesa la Patagonia hasta Ushuaia y en la Ruta Nacional N.º 205, que llega hasta Bolívar.
El Acceso Oeste se extiende hasta la ciudad de Luján, recorriendo 52.7 km. La Autopista del Oeste se extiende principalmente por la Ruta Nacional N.º 7, desde la distribuidora de la Av. General Paz hasta el empalme con la Ruta Nacional N.º 5, en el Partido de Luján. Luego continúa por la Ruta Nacional N.º 5, entre su empalme con la Ruta Nacional N.º 7 y la Ruta Provincial N.º 47.
El Acceso Norte (Ruta Nacional N.º 9), conocida popularmente como Panamericana ya que es parte de la carretera internacional, cuenta con tres ramales: uno de los cuales llega hasta Tigre, el otro hasta Pilar (a partir de la cual continúa como Ruta Nacional N.º 8), y el ramal principal que finaliza en el km 72.9 en la zona de ingreso al Puerto de Campana.
Dentro de la ciudad existen además siete autopistas: Dellepiane, 9 de Julio Sur, Paseo del Bajo, Presidente Héctor J. Cámpora, 25 de Mayo, Perito Moreno y Arturo Illia. Las cuatro primeras son de acceso totalmente gratuito, mientras que las tres últimas tienen estaciones de peaje.

## Transporte fluvial
El Puerto de Buenos Aires tiene una superficie terrestre de 470 hectáreas, mientras que la de su espejo de agua asciende a los dos millones de m². El acceso al mismo se realiza a través de canales dragados, y se encuentra conectado al resto del país por la red vial principal de la ciudad y por la red ferroviaria. Es el mayor del país, y fue tradicionalmente la principal entrada marítima de Argentina. Actualmente maneja el 70 % de las importaciones argentinas y concentra aproximadamente un 40 % del total del comercio exterior del país.
De allí parte el 70 % de las cargas del país y cuenta con 23 sitios de atraque con eslora superior a los 180 metros y 5 600 metros de longitud de muelles.
La ciudad también tiene como puntos de conexión puertos que reciben cruceros, aliscafos y ferries. Durante la temporada de cruceros, que comienza en el mes de noviembre y termina en abril, arriban a la Terminal Marítima Benito Quinquela Martín aproximadamente 500 000 turistas. Esta Terminal cuenta con una superficie de 7 100 m², 8 mostradores para realizar el check-in y una variedad de locales comerciales y gastronómicos. Se localiza en la Terminal 3 en la Dársena C del Puerto de Buenos Aires.
El gran movimiento de pasajeros que se realiza hacia y desde el Uruguay, en especial hacia Montevideo y Colonia, se registra en las dársena Norte, donde se encuentran las terminales de las principales empresas de transporte fluvial. Esta terminal cuenta con una superficie de 17 390 m², y el promedio anual es de 580 000 en ingresos y 581 000 en egresos de pasajeros.
Está previsto realizar una nueva terminal, cercana a la Dársena Norte, pero alejada de las terminales del puerto. Esta nueva terminal unificaría los servicios marítimos y fluviales, tendría una superficie de 42 000 m² y podría alojar hasta tres cruceros.
El área metropolitana de Buenos Aires también cuenta con la estación fluvial internacional Domingo Faustino Sarmiento, ubicada en la localidad de Tigre, desde la cual parten lanchas taxi, lanchas colectivas y catamaranes turísticos que realizan recorridos hacia las numerosas islas del delta del Paraná, hacia Carmelo y hacia Nueva Palmira (ambas ubicadas en la República Oriental del Uruguay); así mismo desde dicha terminal fluvial es posible arribar a Puerto Madero, en la Ciudad de Buenos Aires.

## Transporte aéreo

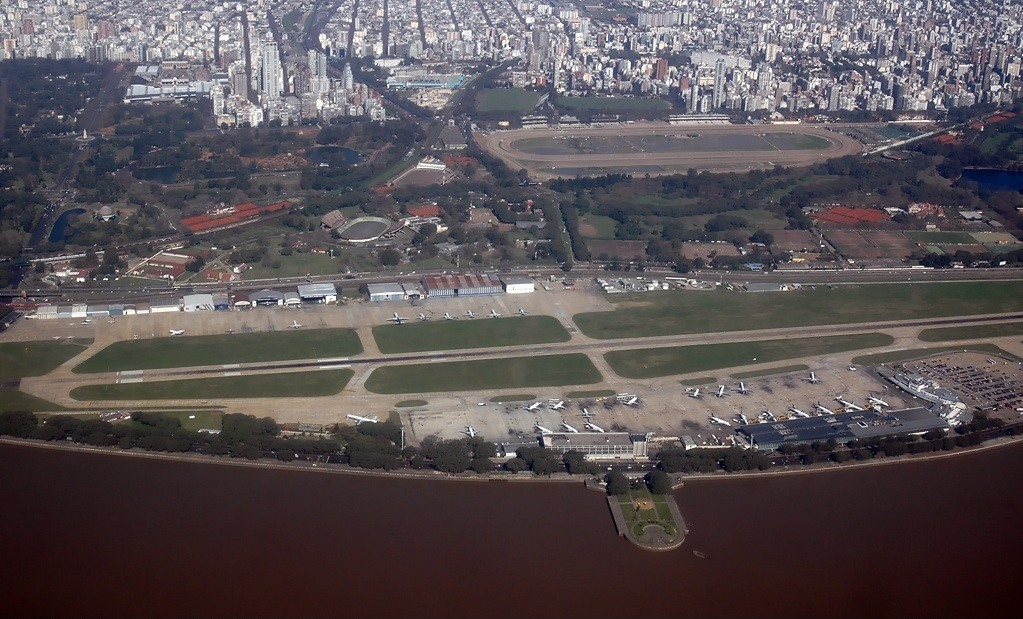
Aeroparque Jorge Newbery.

En la ciudad y el Gran Buenos Aires cuentan con tres aeropuertos comerciales:  Aeroparque Jorge Newbery, Aeropuerto de Ezeiza y Aeropuerto El Palomar, además de cinco militares y dos privados. Estos aeropuertos comerciales se encuentran concesionados a la empresa Aeropuertos Argentina 2000 S.A.
El Aeroparque Jorge Newbery (código FAA: AER, código IATA: AEP, código OACI: SABE) se encuentra en la ciudad, atendiendo principalmente vuelos de cabotaje y en menor medida presta servicios internacionales con destino a Paraguay, Chile, Brasil y Uruguay. La terminal tiene una superficie de 30 000 m², posee 17 hangares y un estacionamiento para 700 automóviles.
En el Gran Buenos Aires, a 33.5 km al suroeste del centro de Buenos Aires, está ubicado el Aeropuerto Internacional Ministro Pistarini (código FAA: EZE, código IATA: EZE, código OACI: SAEZ) que es la terminal aérea internacional por excelencia de la República Argentina, concentrando el 80 % del tráfico internacional del país. Desde allí parten vuelos a toda Sudamérica, Norteamérica, Europa, África, Asia y Oceanía.
Es el único en toda América Latina en operar vuelos a los cinco continentes, y fue calificado como el mejor aeropuerto de la región por Skytrax, en 2007. Desde la ciudad hacia este aeropuerto se puede llegar a través de la Autopista Riccheri, construida para que el viaje sea lo más rápido y ameno posible.
El Aeropuerto El Palomar, fue el último en inaugurarse de los tres, y opera solamente con vuelos low cost, es decir, vuelos más baratos.

## Estudios de monitoreo

### Elección del medio de transporte
Según un estudio de la CNRT, el ferrocarril es la forma más rápida de llegar desde el conurbano al centro de la ciudad, seguida de cerca por el automóvil particular, y en tercer lugar, el colectivo, a excepción de la zona sur, donde viajar en automóvil es algo más rápido que hacerlo en tren. Según este mismo estudio, el tren es el medio de transporte más barato, seguido del colectivo, y en último lugar, el automóvil. Dependiendo de los lugares de origen y destino, el automóvil en muchos casos suele ser más lento que el tren y que el subte. Según una encuesta que realizaron en su página web, si bien el ferrocarril suele ser más rápido y barato que el automóvil, los problemas de puntualidad en los horarios y calidad del viaje, a pesar del mayor costo e incluso probables demoras por accidentes o cortes en el tránsito, el 52 % contestó que prefiere trasladarse hacia Capital en auto, sólo el 21 % se preferiría trasladarse en tren, el 16 % en colectivos y un 11 % en otros servicios, como chárter.

### Estadísticas de transporte público
De acuerdo con el reporte realizado por Moovit en julio de 2017, el promedio de tiempo que las personas pasan en transporte público en Buenos Aires, por ejemplo desde y hacia el trabajo, en un día de la semana es de 79 min., mientras que el 23 % de las personas pasan más de 2 horas todos los días. El promedio de tiempo que las personas esperan en una parada o estación es de 14 min., mientras que el 20 % de las personas esperan más de 20 minutos cada día. La distancia promedio que la gente suele recorrer en un solo viaje es de 8.9 km, mientras que el 21 % viaja por más de 12 km en una sola dirección.

### Siniestros viales
En los últimos años se registró un fuerte incremento de la cantidad de víctimas fatales por accidentes de tránsito en el ámbito de la Ciudad de Buenos Aires. Según números oficiales hubo un aumento de siniestros viales y de personas fallecidas en la Ciudad, en 2010 fallecieron 27 personas mientras que en 2011 fallecieron 28 personas, en 2012 se incrementó a 36 fallecidos y en 2013 fallecieron 53 personas. La cantidad de personas que resultaron lesionadas en siniestros viales: en el 2011 se registraron 5 111; en 2012 fueron 5 032; en tanto que en el año 2013 el número fue de 5 099. para 2015 el número de muertos en accidentes de tránsito dentro de la ciudad se elevó a 92.